# You Make Me Feel So Young
〈You Make Me Feel So Young〉은 조세프 미로가 작곡하고 맥 고든이 가사를 써 1946년에 발표한 대중 가요이다. 1946년 뮤지컬 영화 쓰리 리틀 걸스 인 블루(Three Little Girlst in Blue)에서 베라-엘렌과 찰스 스미스(캐롤 스튜어트와 델 포터가 목소리를 더빙하였다)가 노래를 불렀다.
1956년에는 프랭크 시나트라가 이를 녹음하였으며, 이외에도 오랜 시간 동안 많은 공연을 진행하였다. 시나트라의 버전은 2003년에 개봉된 영화 엘프에 삽입되기도 하였다.
이외에도 엘라 피츠제럴드를 포함해 많은 음악가가 이를 커버하였다.